# 壞天氣
〈壞天氣〉是加拿大歌手丹尼爾·帕德同名錄音室專輯中的一首流行歌曲，由帕德及其製作人傑夫·道森、密契爾·弗魯姆共同創作。帕德及道森於2002年間錄製了此曲，但起初找不到願意接下發行工作的唱片公司。在正式發行前，歌曲於2004年聖誕節首次被法國可口可乐用作電視廣告主題曲。華納兄弟唱片公司的時任執行長湯姆·威利在試聽歌曲的示範帶過後，向帕德提供了一份合約。這首歌最終於2005年初作為專輯首發單曲發行至歐洲。
這首歌獲得褒貶不一的評價，一些評論家稱讚它的作曲，其他則認為歌詞過於濫俗。即便如此，歌曲依舊取得偌大的商業成功。2005年，歌曲打下全球十多國的音樂排行榜前五名，並成為歐洲廣播電台點播數最多的歌曲。在歐洲傳出捷報後，它隨後打入美國市場，在《告示牌》百大單曲榜、流行單曲榜、當代成人單曲榜和成人四十強單曲榜上位居前列。2006年，此曲成為美國史上第一首下載量超過200萬的歌曲，並被《告示牌》評為當年該國最受歡迎的歌曲。突破百萬銷量後，歌曲於2009年獲美國唱片業協會認證為三白金唱片。歌曲亦在澳洲、加拿大、丹麥和日本等國獲得唱片認證。
〈壞天氣〉的音樂錄影帶由馬克·偉柏執導，在發布一年後觀看次數累積逾980萬，是2006年網際網路上點閱率第八多的音樂錄影帶。影片描繪兩位素未謀生的上班族分享著類似的日常生活，直到他們在影片結尾相遇。這首歌被用於多部廣告、電影和電視節目，包括《週六夜現場》、《鼠來寶》和《美國偶像》。帕德曾登上《傑·雷諾今夜秀》、《艾倫·狄珍妮秀》，以及北美和歐洲的巡迴演唱會上演唱此曲。這首歌亦收錄在他後續推出的合輯《B-Sides》（2007）和《最好的我》（2010）中。

## 背景與發行
20歲從加拿大愛德蒙頓麥科文大學輟學後，帕德遷居至英屬哥倫比亞溫哥華，在當地樂團擔任鍵盤手，並開始練習寫歌。1997年，他結識音樂製作人傑夫·道森（Jeff Dawson），兩人於2002年間錄製了〈糟糕的一天〉。過去兩個星期以來，帕德感覺腦中一直有種旋律「迴盪不去」。在構思適合搭配其旋律的歌詞時，他認為「歡快流行」的歌詞將使它成為「史上最庸俗的歌」。而後他認為「糟糕的一天」（bad day）配上副歌一個不錯的選擇，並依據他掙扎的音樂家的時光填完其餘歌詞。這是帕德為專輯創作的最後一首歌曲，他在往返維多利亞和溫哥華的渡輪旅程中，於一個小時內寫下此曲。他表示這不是一首寓意精深的歌曲，而是「主要關於發音，關於唱起來很好聽的單字。我當時在哼唱著旋律，這些單字就被我唱出來了。」
道森和帕德將這首歌燒錄進一張CD中。唱片公司要求帕德飛往紐約進行試鏡，但他未發揮完整實力導致公司拒絕了他。失望的他打道回府，因為：「一旦唱片公司拒絕，就很難再重來了」。經歷這次失敗過後，他的新經紀人加里·斯塔姆勒（Gary Stamler）向華納兄弟唱片公司時任董事長兼執行長湯姆·威利（Tom Whalley）播放了一段示範帶。威利向帕德提供了一份唱片合約，想簽下帕德出道，但他起初只想默默作為幕後的詞曲作家，所以遲遲不肯簽屬，直到2003年4月他才同意那份合約，並和道森與製作人密契爾·弗魯姆一起在加州洛杉磯製作其專輯和歌曲。這張專輯最初是帕德在溫哥華的寓所錄製，但華納兄弟要求將其重錄。然而，弗魯姆想要專輯保持「原始感覺」，用帕德的話來說，專輯只是「被潤飾一番」。
〈糟糕的一天〉於2005年初發行至法國三個廣播電台：RTL、NRJ和Europe 2。2月8日，巴諾書店以EP中。

## 詞曲
〈糟糕的一天〉是一首中速的流行風格強力謠曲，以適度的旋味和鋼琴伴奏。這首歌以降E大調創作，使用十六分音符的切分音節奏。根據華納兄弟在Musicnotes.com發布的樂譜，帕德的音域範圍穿梭在E♭3和D♭5之間。歌曲的配器法不同於「青少年力推的許多搖滾樂」，然則包含帕德所說的「強勢」的鼓。《娱乐周刊》的大衛·布朗（David Browne）稱歌曲是：「寫給任何感到沮喪的人……但（相比之下）它大張旗鼓的全景編排想讓你振作起來」。《曼徹斯特晚報》的西蒙·多諾霍（Simon Donohue）評述它的聲音「從男孩樂團的庸俗過渡到幽浮一族樂團風格的嘶啞搖滾」。據PopMatters的溫斯頓·孔（Winston Kung）所言，它「切合时代精神」。
《BBC新聞雜誌》的艾倫·康納（Alan Connor）稱〈糟糕的一天〉的歌詞具有普遍的吸引力及平凡人的快活，因為這首歌的命題可以是任何正經歷糟糕的一天的人。AllMusic的史蒂芬·湯瑪士·艾爾文（Stephen Thomas Erlewine）將歌曲描述為「一首悠揚、陽光明媚的曲調，與標題有著幾近相反的情緒」。雖然About.com的比爾·蘭姆描述〈糟糕的一天〉使人「安定、欣慰」，但帕德表示這首歌是「嘲笑自我中心和自戀的人，他們總是抱怨東抱怨西」。他更坦言：「這不是字面意義上糟糕的一天，更多的是不要把自己太當回事，並抱怨枝微末節的瑣事。」

## 專業評價
〈糟糕的一天〉獲得褒貶不一的評價，一些評論家稱讚它的作曲，另一些則認為歌詞過於淺薄。《告示牌》的查克·泰勒稱這首歌「令人難忘」，並稱其為「優雅、永恆的流行/搖滾」，泰勒將其列為「年度最偉大的發現之一」，而皮特·沃特曼2007年在《衛報》刊文，稱其為他近年來最喜歡的歌曲之一。《哈特福德新聞報》的艾瑞克·R·丹頓（Eric R. Danton）將其列為專輯中的最佳曲目，而艾爾文則稱其為「他處女作其餘部分的模板」。相比之下，威爾遜·孔（Wilson Kung）稱這首歌「與專輯中一些真正厲害的歌曲相比相形見絀」。《BBC新聞雜誌》的艾倫·康納（Alan Connor）稱這是一首典型的感傷歌曲，但在〈糟糕的一天〉的案例中「細節太少了，有些對聯感覺像是從外語翻譯過來的，可能是機器翻譯的」。《The Daily Edge》的作家稱其為「一首甜到你蛀牙的歌曲」，而《苏格兰人报》的評論家則指其「駭人」。比爾·蘭姆稱歌曲「感覺很真實」，但「如果你在尋找深度，這不是你的歌」，《洛杉磯時報》的克里斯·李（Chris Lee）稱這首歌「有害但深情」，《時人》評論：「〈糟糕的一天〉可能足夠朗朗上口，足以克服其陳腔濫調的歌詞」。

## 音樂錄影帶
音樂錄影帶由馬克·偉柏執導，於2005年初在雅虎首播。截至2005年8月，影片的瀏覽次數已超過一百萬。2005年4月28日在VH1.com發布， 並於2005年12月13日在iTunes Store提供數位下載。它於次年1月23日在電視頻道VH1首次亮相，連續兩週進入3月份的倒計時前20名，而後於2006年4月被循環播放，每週點播數超過50次，5月減少到每週30次。影片在2006年擁有超過980萬的點閱率，是當時觀看次數最八多的音樂錄影帶。華納兄弟唱片於2009 年10月26日將影片上傳至YouTube。截至2022年1月，影片的觀看次數已超過2億。

## 排行榜
| 排行榜 (2005/2006/2007)      | 最高位置 |
| ---------------------------- | -------- |
| 澳洲ARIA排行榜               | 3        |
| 奧地利單曲榜                 | 13       |
| 比利時法蘭德斯單曲榜         | 5        |
| 比利時瓦隆單曲榜             | 7        |
| 加拿大單曲榜                 | 1        |
| 丹麥單曲榜                   | 5        |
| 荷蘭單曲榜                   | 10       |
| 法國單曲榜                   | 3        |
| 德國單曲榜                   | 17       |
| 愛爾蘭單曲榜                 | 1        |
| 義大利單曲榜                 | 3        |
| 紐西蘭單曲榜                 | 7        |
| 挪威單曲榜                   | 7        |
| 瑞典單曲榜                   | 8        |
| 瑞士單曲榜                   | 5        |
| 英國單曲榜                   | 2        |
| 美國告示牌流行榜             | 1        |
| 美國告示牌流行單曲榜         | 1        |
| 美國告示牌成人音樂Top 40     | 1        |
| 美國告示牌美國當代成人音樂榜 | 1        |
| 美國告示牌主流音樂Top 40     | 2        |
| 美國ARC Weekly Top 40        | 2        |
| 全球聯合榜                   | 13       |

## 註腳
1. ↑  無法斷定準確日期，但《告示牌》表示這首歌於2005年初發行[8]，《Vernon Morning Star》則稱是2005年1月9日，儘管沒有指明發行媒介。[9]